# Milana Vayntrub
Milana Aleksandrovna Vayntrub (ryska Мила́на Алекса́ндровна Вайнтруб, internationell trans. Milána Aleksándrovna Vaĭntrub, svensk trans. Milána Aleksándrovna Vajntrub; Vayntrub är en engelsk fonetisk translitteration av Вайнтруб (Vaĭntrub, Vajntrub), vilket är en rysk fonetisk translitteration av Weintrub), född 8 mars 1987 i Tasjkent i Uzbekistan (i dåvarande Sovjetunionen) är en sovjetfödd amerikansk skådespelare, komiker och aktivist.
Milana Vayntrub föddes 1987 i Tasjkent och är judisk. Vid två års ålder immigrerade hon och hennes föräldrar till West Hollywood, Los Angeles County, Kalifornien i västra USA såsom flyktingar för att undkomma antisemitism.

## Filmografi (urval)
- 2011 – Life Happens, Tanya
- 2012 – Junk, Natasha
- 2014 – Silicon Valley (TV-serie), Tara
- 2014 – This Is Why You're Single (TV-film), New Maria
- 2015 – Wrestling Isn't Wrestling (kortfilm), The Ultimate Warrior
- 2015 – Other Space (TV-serie), Tina Shukshin
- 2016 – Ghostbusters: Answer the Call, Subway Rat Woman
- 2016 – Love (TV-serie), Natalie
- 2016–2017 – This Is Us (TV-serie), Sloane Sandburg
- 2018–2019 – Marvel Rising (TV-franchise), Squirrel Girl
- 2019 – Mother's Little Helpers, Lucy Pride
- 2020 – The Shabbos Goy (kortfilm), Hannah
- 2021 – Werewolves Within, Cecily Moore
- 2026 – Project Hail Mary, Olesya Ilyukhina